# Уидмарк, Ричард
Ричард Уидмарк (англ. Richard Widmark, 26 декабря 1914 — 24 марта 2008) — американский актёр.

## Биография
Отец будущего актёра, коммивояжёр Карл Х. Видмарк, был шведом; предки матери, Этель Мэй (урождённой Барр) были англичанами и шотландцами. Детство Уидмарка прошло в штате Иллинойс — в Принстоне и Генри. Он учился в Лейк-форестском колледже, где изучал и впоследствии преподавал актёрское мастерство. С 1938 года (с перерывами) активно работал на радио, в 1943-м дебютировал на Бродвее, в 1954 году — на телевидении.
Первая роль в кино — бандит Томми Удо в фильме-нуар «Поцелуй смерти» (1947). Режиссёр Генри Хэтэуэй не хотел утверждать Уидмарка на эту роль, но на его кандидатуре настоял продюсер Дэррил Ф. Занук. Фильм имел успех у зрителей и критиков, Уидмарк удостоился «Золотого глобуса» за лучший актёрский дебют и номинации на «Оскар» за лучшую мужскую роль второго плана.
Уидмарк занят был в кино вплоть до 1991 года, снявшись более чем в 60 фильмах, включая такие значительные, как классический фильм-нуар Жюля Дассена «Ночь и город» (1950), где он исполнил главную роль. Российскому зрителю Уидмарк запомнился по ролям Рэтчета/Кассетти в классической экранизации романа Агаты Кристи «Убийство в „Восточном экспрессе“» и представителя судебного обвинения нацистских преступников полковника Лоусона в юридической драме «Нюрнбергский процесс».

## Фильмография (кино)
- 1947 — Поцелуй смерти / Kiss of Death — Томми Удо
- 1948 — Улица без названия / The Street with No Name — Алек Стайлз
- 1948 — Придорожное заведение / Road House — Джефферсон Т. 'Джефти' Роббинс
- 1948 — Жёлтое небо /Yellow Sky — Чувак (Dude)
- 1949 — На кораблях по морю / Down to the Sea in Ships — первый помощник Дэн Лансфорд
- 1949 — Ураган Слэттери / Slattery's Hurricane — лейтенант Уиллард Фрэнсис Слэттери
- 1950 — Ночь и город / Night and the City — Гарри Фабиан
- 1950 — Выхода нет / No Way Out — Рэй Биддл
- 1950 — Паника на улицах / Panic in the Streets — лейтенант-командер Клинтон 'Клинт' Рид Джон
- 1951 — Дворцы Монтесумы / Halls of Montezuma — лейтенант Андерсон
- 1951 — Водолазы /The Frogmen — лейтенант-командер Джон Лоуренс
- 1952 — Красное небо Монтаны (Шагнувший в дым) / Red Skies of Montana — Клифф Мейсон
- 1952 — Можно входить без стука / Don’t Bother to Knock — Джед Тауэрс
- 1952 — Вождь краснокожих и другие… / O. Henry’s Full House — Джонни Кернан
- 1952 — Мой приятель Гусь / My Pal Gus — Дэйв Дженнингс
- 1953 —  Место назначение Гоби / Destination Gobi — Сэмюэл Т. Макхейл
- 1953 — Происшествие на Саут-стрит / Pickup on South Street — Скип Маккой
- 1953 — Поднимитесь на высоту! / Take the High Ground! — сержант Торн Райан
- 1954 — Ад в открытом море / Hell And High Water — капитан Адам Джонс
- 1954 — Сад зла / Garden Of Evil — Рыба (Fiske)
- 1954 — Сломанное копьё / Broken Lance — Бен Девро
- 1955 — Золотой приз / A Prize of Gold — сержант Джо Лоуренс
- 1955 — Паутина / The Cobweb — доктор Стюарт «Мак» МакИвер
- 1956 — Ответный удар / Backlash — Джим Слейтер
- 1956 — К солнцу / Run for the Sun — Майкл «Майк» Латимер
- 1956 — Последний фургон / The Last Wagon — Команчи Тодд
- 1957 — Святая Иоанна / Saint Joan — король Карл VII
- 1957 — Лимит времени / Time Limit — полковник Уильям Эдвардс
- 1958 — Закон и Джейк Уэйд / The Law and Jake Wade  – Клинт Холлистер
- 1958 — Туннель любви / The Tunnel of Love  – Август «Оги» Пул
- 1959 — Шериф Уорлока / Warlock  – Джонни Гэннон
- 1960 — Форт Аламо / The Alamo — полковник Джим Боуи
- 1961 — Последняя граница / The Secret Ways — Майкл Рейнольдс
- 1961 — Нюрнбергский процесс / Judgment at Nuremberg — полковник Тед Лоусон
- 1961 — Два всадника / Two Rode Together — первый лейтенант Джим Гэри
- 1962 — Как был завоёван Запад / How the West Was Won — Майк Кинг
- 1964 — Корабли викингов / The Long Ships — Рольф
- 1964 — Полет из Ашийи / Flight from Ashiya — подполковник ВВС США Гленн Стивенсон
- 1964 — Осень шайеннов / Cheyenne Autumn — капитан Томас Арчер
- 1965 — Случай с Бедфордом / The Bedford Incident — капитан ВМС США Эрик Финнландер
- 1966 — Альварес Келли / Alvarez Kelly — полковник Том Росситер
- 1967 — Путь на Запад / The Way West — Лидже Эванс
- 1968 — Мэдиган / Madigan — детектив Дэниел Мэдиган
- 1969 — Смерть стрелка / Death of a Gunfighter — маршал Фрэнк Пэтч
- 1969 — Талант любить / A Talent for Loving — майор Паттен
- 1970 — Лунный свет войны / The Moonshine War — доктор Эммет Толби
- 1972 — Когда умирают легенды / When the Legends Die — Ред Диллон
- 1974 — Убийство в «Восточном экспрессе» / Murder on the Orient Express — Сэмюэл Рэтчетт, он же Ланфранко Кассетти
- 1975 — Последний день / The Last Day — Уилл Спенс
- 1976 — Дочь Сатаны / To the Devil a Daughter — Джон Верни
- 1976 — Ликвидация / The Sell Out — Сэм Лукас
- 1977 — Последний отблеск сумерек / Twilight's Last Gleaming — генерал Мартин Маккензи, главнокомандующий Сухопутными войсками США
- 1977 — Принцип домино / The Domino Principle — Тагг
- 1977 — Русские горы / Rollercoaster — Агент Хойт
- 1978 — Кома / Coma — доктор Харрис
- 1978 — Рой / The Swarm — генерал Слейтер
- 1979 — Остров Медвежий / Bear Island — Отто Герран
- 1982 — Кинобезумие / National Lampoon's Movie Madness — Стэн Нагурски
- 1982 — Мошенничество / Hanky Panky — Рэнсом

- 1982 — Кто рискует — побеждает / Who Dares Wins  — госсекретарь Артур Карри

- 1984 — Несмотря ни на что / Against All Odds — Бен Кэкстон

- 1985 — Затемнение / Blackout — Джо Стайнер
- 1989 — Жестокий город / Cold Sassy Tree — Энох Ракер Блейксли
- 1991 — В истинном свете / True Colors — сенатор Джеймс Стайлз